# Odontocera albicans
Odontocera albicans là một loài bọ cánh cứng trong họ Cerambycidae.